# Thielavia appendiculata
Thielavia appendiculata är en svampart som beskrevs av M.P. Srivast., Tandon, Bhargava & A.K. Ghosh 1966. Thielavia appendiculata ingår i släktet Thielavia och familjen Chaetomiaceae.   Inga underarter finns listade i Catalogue of Life.